# HMS Leviathan (R97)
La HMS Leviathan, (Pennant number R97), terza nave da guerra della Royal Navy britannica a portare questo nome, è stata una portaerei classe Majestic. Costruita nei cantieri Swan Hunter, Wallsend, venne impostata il 18 ottobre 1943, e varata il 7 giugno 1945 non entrò in servizio nella Royal Navy.

## Storia
Nel corso della seconda guerra mondiale il rapido sviluppo degli aerei imbarcati su portaerei e delle armi antiaeree richiese modifiche al progetto originale delle portaerei classe Colossus. La catapulta, i cavi di arresto e gli ascensori per aerei dovettero essere aggiornati per gestire aerei più veloci e pesanti, mentre il ponte di volo fu rinforzato. Furono montate armi e radar migliorati e fu installata l'equipaggiamento per eseguire il rifornimento in mare. Queste modifiche fecero aumentare il dislocamento a pieno carico di 1.500 tonnellate e il pescaggio di 1 piede e 6 pollici (0,46 m). Ciò portò alla riclassificazione di queste sei navi come classe Majestic nel settembre 1945. Cinque portaerei furono varate prima della fine della seconda guerra mondiale, con la sesta varata alla fine di settembre 1945.
Dopo la fine della guerra, i lavori sulle navi della classe Majestic furono sospesi, e poi portati avanti con uno stato di bassa priorità, con il ritmo di lavoro che aumentò man mano che nazioni straniere acquistavano le navi. Cinque navi, Majestic, Magnificent, Terrible, Powerful e Hercules furono trasferite a marine estere, mentre la Leviathan, nonostante diversi progetti elaborati, non fu mai completata.
La costruzione della portaerei leggera Leviathan R97 fu ordinata al cantiere navale Vickers-Armstrongs Ltd, Walker nel 1942, e poi trasferita al cantiere Swan Hunter di Wallsend (numero di costruzione 1703). L'unità fu impostata il 18 ottobre 1943, e varata il 7 giugno 1945. I lavori di completamento furono sospesi nel maggio 1946 e il 7 luglio di quell'anno la nave fu rimorchiata dal Tyne, quando era completata all'80%, a Portsmouth. I piani della Royal Navy per convertirla in una nave commando o incrociatore missilistico, o venderla a un acquirente straniero, fallirono. Durante gli anni cinquanta del XX secolo, fu utilizzata come nave alloggio e, dal 1961 ancorata a una boa a Fareham Creek fornendo, più o meno ufficialmente, pezzi di ricambio alle navi gemelle ancora in servizio. La Marina militare indiana considerò l'acquisto della Hercules (R49) e della Leviathan (R97) e la loro messa in servizio come INS Vikrant (R11) e INS Vikram (R13). Tuttavia, a causa di problemi di bilancio fu acquistata solo la prima.
Nel 1966, le sue caldaie furono rimosse e vendute al cantiere navale che stava riadattando la HNLMS Karel Doorman di classe Colossus per il servizio con la Armada de la República Argentina. La Leviathan fu trasferita a Faslane, Scozia, il 27 maggio 1968 e li demolita dalla Shipbreaking Industries. Giovedì 23 maggio 1968 la portaerei Hermes era in servizio al largo dell'isola di Wight, e come riportato dal quotidiano della nave, Hermes Herald, incrociò la Leviathan in viaggio verso il cantiere di demolizione. Le due navi sin scambiarono i seguenti messaggio: dalla Leviathan Hermes. Buon viaggio al quale la portaerei rispose Grazie Leviathan. Ora tocca a te.

### Caratteristiche tecniche previste
La portaerei aveva un dislocamento previsti di 15 700 tonnellate standard, che salivano a 19 500 tonnellate a pieno carico. La lunghezza era di 192,02 m pp, o 197,80 m alla linea di galleggiamento, 211,85 m fuori tutto (al ponte di volo). La larghezza era di 24,38 m, massima al ponte di volo 32,30 m. Il pescaggio era di 6,40 m (carico leggero) 7,47 m (medio carico) 7,92 m a pieno carico. Protezione: nessuna, eccetto gli schermi corazzati ("mantelli") attorno al vano delle testate dei siluri aviotrasportati.
L'apparato propulsivo, costruito da Wallsend Slipway & Engineering Co Ltd, Wallsend, era composto da due gruppi di turbine a vapore ad ingranaggi Parsons a riduzione singola, 4 caldaie a 3 corpi del tipo Admiralty (Yarrow), nominali a 400 psi (2,76 MPa), surriscaldamento 360° C; 40.000 hp, 2 assi. La dotazione di carburante era pari a 3175 tonnellate di olio combustibile FFO. La velocità massima prevista era di 24,5 nodi, 23 nodi a pieno carico. L'autonomia era pari a 12 000 miglia a 14 nodi; 8 000 miglia a 20 nodi; 6 200 miglia a 23 nodi. L'hangar aveva dimensioni di 83,82 m x 15,85 m x 5,34 m; lunghezza dell'intero hangar compresi gli elevatori lunghi 13,72 m e il prolungamento poppiero dell'elevatore posteriore, 136,25 m.
Era presente una catapulta idraulica BH3 capace di lanciare un aereo del peso di 9 072 kg a 56 nodi. Dieci cavi e due barriere d'arresto, potevano fermare aerei da 9 tonnellate che atterravano a 56 nodi. La dotazione di carburante per gli aerei era di 448 m³ (98.600 galloni) di benzina avio. L'equipaggio era composto da 1.100 elementi in tempo di pace) 1.335 in tempo di guerra, compreso un gruppo aereo di 347 persone.
L'armamento era su 6 affusti doppi e 18 semplici per un totale di 32 cannoni antiaerei Bofors da 40 mm. La dotazione aerea era di 37 velivoli Supermarine Seafire, Fairey Firefly, De Havilland DH.103 Sea Hornet, Hawker Sea Fury, Blackburn Firebrand. La dotazione elettronica comprendeva un radar Type 79B, un Type 281B, e un sonar Type 144.